# Gabriella Licudi
Pour les articles homonymes, voir Licudi.
Gabriella Licudi (nom de scène de Gabriella Carmen Stuttard), née le 14 septembre 1941 à Aylesbury (Buckinghamshire, Angleterre) et morte le 18 septembre 2022, est une actrice britannique.

## Biographie
Au cinéma (principalement britannique), Gabriella Licudi contribue à treize films, depuis Tout au long de la nuit de Basil Dearden (1962, avec Patrick McGoohan et Betsy Blair) jusqu'à En voiture, Simone de Roy Boulting (1974, avec Peter Sellers et Lila Kedrova). Entretemps, mentionnons Le Liquidateur de Jack Cardiff (1965, avec Rod Taylor et Jill St John) et Le Dernier Safari d'Henry Hathaway (1967, avec Stewart Granger et Johnny Sekka).
À la télévision britannique (occasionnellement américaine), elle apparaît dans quatorze séries, les trois premières en 1961, dont One Step Beyond (un épisode) ; elle participe à une dernière série en 1974. Dans l'intervalle, citons Destination Danger (un épisode, 1965) et Sherlock Holmes (deux épisodes, 1968).
Pa ailleurs actrice de théâtre (ayant étudié à la Central School of Speech and Drama), elle joue notamment à Londres en 1962, dans la pièce Two Stars for Comfort de John Mortimer, aux côtés de Trevor Howard et Esmond Knight.
En 1974, Gabriella Licudi se retire définitivement de l'écran pour se consacrer à sa famille.

## Filmographie partielle

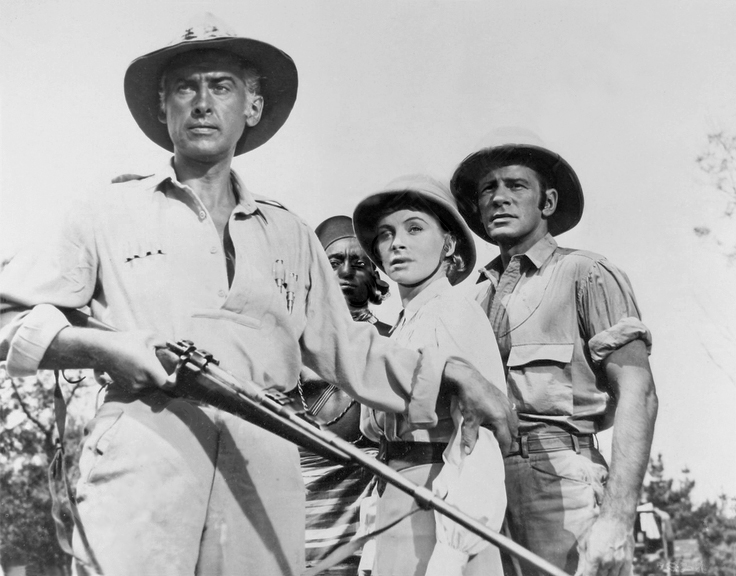
Stewart Granger, Gabriella Licudi et Kaz Garas (de g. à d.), dans Le Dernier Safari (1967)

### Cinéma
- 1962 : Tout au long de la nuit (All Night Long) de Basil Dearden : une fille
- 1964 : La Chute de l'Empire romain (The Fall of the Roman Empire) d'Anthony Mann : Tauna
- 1965 : Le Liquidateur (The Liquidator) de Jack Cardiff : Corale
- 1967 : Casino Royale de Val Guest et autres : Eliza
- 1967 : Le Dernier Safari (The Last Safari) d'Henry Hathaway : Grant
- 1972 : Madame Sin de David Greene : une religieuse
- 1974 : En voiture, Simone (Soft Beds, Hard Battles) de Roy Boulting : Simone

### Télévision
(séries)
- 1961 : One Step Beyond, saison 3, épisode 30 Le Sorcier (The Sorcerer) de John Newland : Elsa Bruck
- 1961 : Sir Francis Drake, le corsaire de la reine (Sir Francis Drake), saison unique, épisode 8 La Garnison (The Garrison) de David Greene : une dame d'honneur
- 1962 : Maigret, saison 3, épisode 10 La Tête d'un homme (Death in Mind) : Helga
- 1965 : Destination Danger (The Danger Man), saison 3, épisode 5 Les Pensionnaires de Madame Stanway (English Lady Take Lodgers) : Emma
- 1968 : Sherlock Holmes, saison 2, épisodes 4 et 5 Le Chien des Baskerville, 1re et 2e parties (The Hound of the Baskervilles, Parts I & II) : Beryl Stapleton

## Théâtre (sélection)
- 1962 : Two Stars for Comfort de John Mortimer : Susan